# MBSミッドナイトドライブ
MBSミッドナイトドライブ（エムビーエスミッドナイトドライブ）は、毎日放送ラジオ（MBSラジオ）でかつて深夜に放送されていた音楽ラジオ番組である。
なお放送開始・終了日などはあくまで暦日で表記しているため、注意のこと。

## 概要
- 番組開始は1980年代の後半ごろで、当時は日曜日（土曜深夜）の2時台に放送されていた。
- その後日曜日3時間枠での放送となる。
  - 1996年（平成8年）度上半期のみ月曜日（日曜深夜）の3時35分 ~ 4時50分に一旦移動したが半年で日曜日（土曜深夜）に復帰
- 1997年度から2002年3月の放送終了までは月曜日（日曜深夜）を除く毎夜放送された。
  - 1997年-1999年3月、2:00 - 3:00
  - 1999年 4月 - 2001年9月、3:00 - 4:00、
  - 2001年10月 - 2002年3月、3:00 - 5:00

※1999年3月まで3時台はTBSラジオからのネット受け（当初「いすゞ歌うヘッドライト〜コックピットのあなたへ〜」2時間だったが、1997年4月に1時間短縮となり当該枠は「Ride on music!」となった）をしていたが、1999年4月以後「Ride on music!」のネット縮小と、多くの局が「Be@t B@by!!」（TBSラジオは0時-1時）のネットに切り替えるも、MBS/ABCとも編成の都合上ネットしなかったため、この番組も3時スタートに繰り下げとなった。
更に「-ヘッドライト」が終了し、後継番組「あなたへモーニングコール」のネット受けもスポンサーや編成上の都合でMBS/ABCともネットしなかったため、2001年10月以後は5時までの2時間枠に拡大となった。

## 主な出演者
- 長山洋子　- 演歌歌手
- 岩本公水　- 演歌歌手
- 秋月ひかり
- 井上りつ子
- 近藤千裕
- マキ凛子
- 中嶋慶子
- JUN
- PaniCrew - 音楽ユニット
- TKO　- お笑いコンビ、2001年10月4日 - 2002年3月28日
- 古川圭子　- MBSアナウンサー
- 西村麻子　- MBSアナウンサー - 2002年3月
- 石井誠　- 音楽評論家、- 2002年3月

この番組では旬の女性演歌歌手も多数パーソナリティーを勤め、その大半は後に「いすゞ歌うヘッドライト〜コックピットのあなたへ〜」にも進出していった。また帯番組になってからはMBSアナウンサーやインディーズ系のロック歌手も出演していた。なお土曜日の放送は音楽評論家による新譜紹介とゲスト歌手とのインタビューなどで構成されていた。